# Georg Eckl (Ingenieur)
Georg Eckl (* 4. März 1857 in Eisendorf, Egerland; † 22. März 1934 in Linz) war ein österreichischer Eisenbahningenieur. Er war von 1909 bis 1913 Abgeordneter zum Oberösterreichischen Landtag (DNP).

## Leben
Georg Eckl entstammte einer Hafnerfamilie aus dem Egerland. Er besuchte die Volks- und Realschule in Taus bzw. Budweis und wechselte danach zum Besuch der Technischen Hochschule nach Wien. Nachdem er seinen Militärdienst geleistet und ein Jahr Dienst als Freiwilliger getan hatte, arbeitete er ab 1881 als Ingenieur für die Franz-Josefs-Bahn. Er war der Bahnerhaltungssektion Budweis zugeteilt und bei der Errichtung der dortigen Zentralheizhäuser tätig. 1887 wechselte er als Bauleiter zur Eisenbahn-Zentralwerkstätte nach Linz, 1892 stieg er zum Vorstand der Bahnerhaltungssektion von Enns auf. Zu seinen Aufgabengebieten gehörten dabei die Reparaturen nach den Überschwemmungen 1897 und 1899 und dem Einsturz der Eisenbahnbrücke in Enns sowie der Mühlbachbrücke in Kleinmünchen. 1902 wurde Eckl als Techniker zur Direktion Linz der k.k. Staatsbahnen versetzt, wo er am Projekt des neuen Bahnhofs mitarbeitete. Er übernahm 1911 die Funktion des Abteilungsvorstandes bei der Staatsbahndirektion Linz und stieg 1913 zum Direktor-Stellvertreter der Staatsbahndirektion auf. 1919 ging Eckl mit dem Titel eines Regierungsrates in Pension. Danach war er von 1926 bis 1931 noch als Technischer Konsulent für die Austria Petroleum Industrie-AG aktiv.

## Politik und Funktionen
Eckls war von 1904 bis 1911 für die DNP Mitglied des Gemeinderates von Linz und wirkte zudem von 1906 bis 1911 als Vizebürgermeister in Enns. Er gehörte zudem zwischen dem 21. September 1909 und Mai 1913 als Vertreter für Städte und Industrialorte dem Oberösterreichischen Landtag an. Nach dem Ersten Weltkrieg vertrat er seine Partei von 1919 bis 1923 erneut im Linzer Gemeinderat. Er war zudem Präsident des Vereins der Ingenieure der österreichischen Staatsbahnen, Obmann des Bienenzuchtvereins und Präsident des Landesbienenzuchtverbands. Des Weiteren war er von 1897 bis 1903 Zweiter Obmann des Museumsvereins „Lauriacum“ in Enns. 

## Privates
Eckl war mit Theresia Koch aus Budweis, Tochter des Gymnasialdirektors, verheiratet und wurde Vater von zwei Töchtern, darunter der Malerin Vilma Eckl.

## Auszeichnungen
- Goldenes Verdienstkreuz mit der Krone (1899)
- Ehrenbürger von Enns (1902)
- Ehrenmitglied des Museumsverein „Lauriacum“ Enns (1903)
- Offizierskreuz des Franz-Joseph-Ordens
- Silbernes Ehrenzeichen 2. Klasse des Roten Kreuzes mit Kriegsdekoration
- Preußische Ehrenmedaille vom Roten Kreuz mit Kriegsdekoration
- Kommandeur des spanischen Isabellaordens